# Хагіс
Гаґґіс(англ. haggis) — національна шотландська страва з баранячого ліверу: (серця, печінки та легень), порубаних з цибулею, камою, салом, приправами та сіллю і зварених у баранячому шлунку.

## Опис

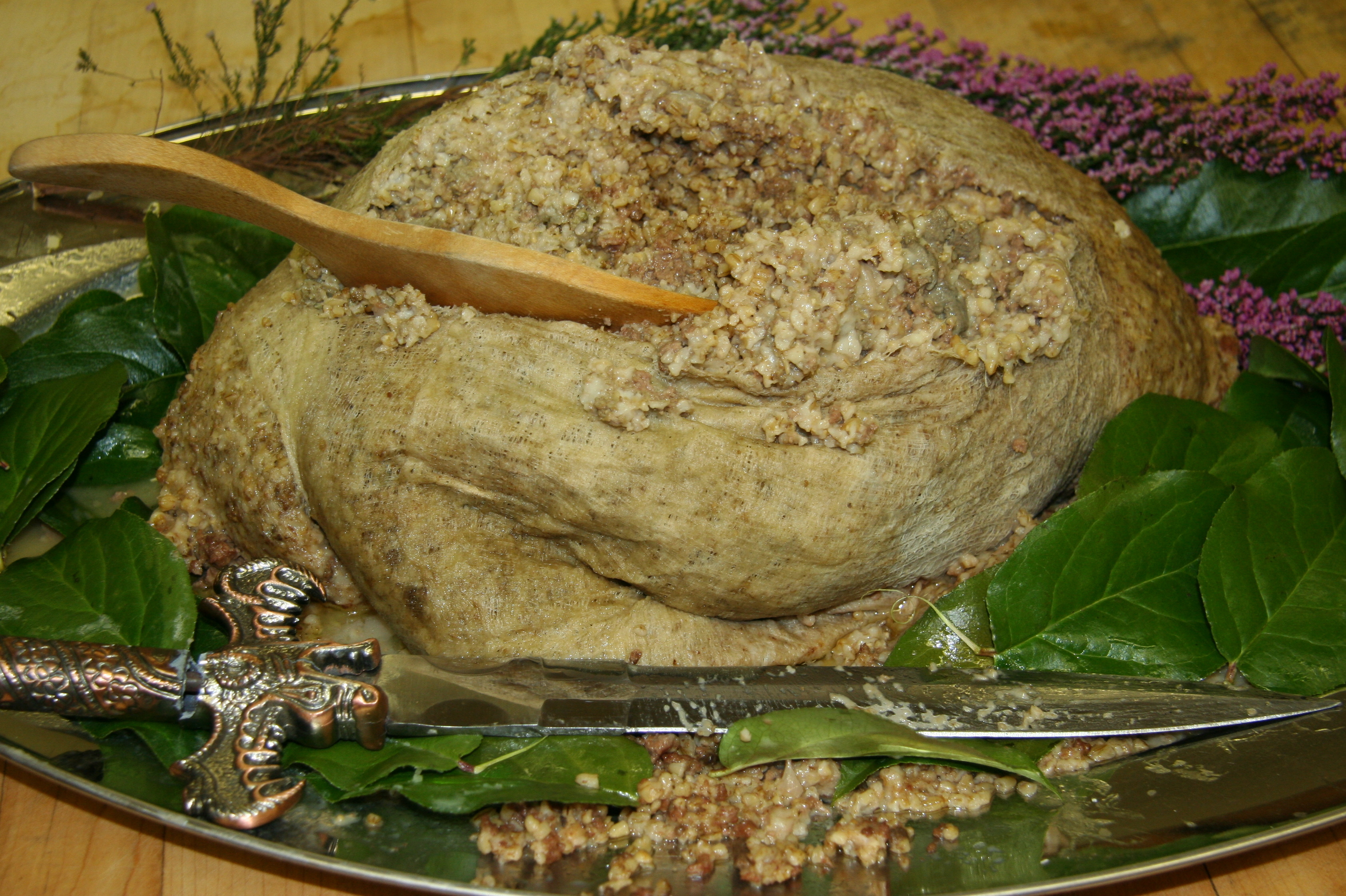
Гаґґіс

Зовні страва схожа на фаршировані кишки або домашню кров'янку. Гаґґіс подають з гарніром «ніпс і татіс» (в перекладі з шотландської — бруква та картопля), що має вигляд пюре. Є також вегетаріанські варіанти рецептів гаґґісу.
Гаґґіс традиційно готують на вечерю 25 січня, під час святкування дня народження славетного шотландського поета Роберта Бернза. За часів Бернза ця страва вважалася їжею бідняків, оскільки її готували з призначених на викидання овечих тельбухів.
У крамницях Шотландії гаґґіс можна купити в будь-яку пору року. Найдешевший варіант міститься не в овечому шлунку, а у штучній оболонці, або продається в банках, й тому його можна легко розігріти у духовій шафі або мікрохвильовій печі. Окрім того, гаґґіс часто роблять не з овечого, а зі свинячого тельбуха.